# دون إل. هاربر
دون إل. هاربر (بالإنجليزية: Don L. Harper)‏ هو موزع وكاتب أغاني وملحن أمريكي، ولد في 1950.

## وصلات خارجية
- الموقع الرسمي
- دون إل. هاربر على موقع IMDb (الإنجليزية)
- دون إل. هاربر على موقع ألو سيني (الفرنسية)
- دون إل. هاربر على موقع ميوزك برينز (الإنجليزية)
- دون إل. هاربر على موقع ميوزك برينز (الإنجليزية)
- دون إل. هاربر على موقع أول موفي (الإنجليزية)
- دون إل. هاربر على موقع قاعدة بيانات الأفلام السويدية (السويدية)
- دون إل. هاربر على موقع ديسكوغز (الإنجليزية)
- دون إل. هاربر على موقع قاعدة بيانات الفيلم (الإنجليزية)
- دون إل. هاربر على موقع كينوبويسك (الروسية)